# Assassin's Creed: Brotherhood (novela)
Assassin's Creed: Brotherhood es una novela basada en el juego del mismo nombre, escrita por Oliver Bowden. Es una secuela directa de Assassin's Creed: Renaissance, la novelización de Assassin's Creed II, y se lanzó el 25 de noviembre de 2010.

## Difusión

### Difusión oficial
"Viajaré al corazón negro de un Imperio corrupto para erradicar a mis enemigos. Pero Roma no se construyó en un día y no será restaurada por un asesino solitario. Soy Ezio Auditore da Firenze. Esta es mi hermandad ".
-Ezio Auditore.
Roma, una vez poderosa, yace en ruinas. La ciudad está llena de sufrimiento y degradación, sus ciudadanos viven a la sombra de la despiadada familia Borgia. Solo un hombre puede liberar a la gente de la tiranía de Borgia: Ezio Auditore, el Maestro Asesino.
La búsqueda de Ezio lo pondrá a prueba hasta sus límites. Cesare Borgia, un hombre más villano y peligroso que su padre, el Papa, no descansará hasta que haya conquistado Italia. Y en tiempos tan traicioneros, la conspiración está en todas partes, incluso dentro de las filas de la propia hermandad...

### Difusión alternativa
Después de que su familia fuera traicionada por los despiadados nobles de la Italia renacentista, el joven Ezio prometió restaurar el honor del nombre de Da Firenze a cualquier precio. Aprendiendo las artes de los Asesinos, luchó tanto con su mente como con su cuerpo, confrontando y venciendo un mal secreto. O eso pensaba...
Porque el poder de los temidos templarios no se ha roto. Los siniestros enemigos de la Hermandad ahora son conscientes de la amenaza que Ezio representa para ellos y sus planes de envolver al mundo en su sombra oscura. Y Ezio debe caminar una vez más por la delgada línea entre preservar la vida inocente y matar a todos en su camino...

## Diferencias en la novela

### Personajes
- La novela hacía referencia a cómo la cara de Cesare había sido mutilada por la "Nueva Enfermedad" que se relacionaba con el reciente brote de sífilis en ese momento, una aflicción que en realidad atormentaba a Cesare Borgia, lo que lo llevó a usar una máscara. En el juego, sin embargo, su rostro siempre se mostraba completamente sin ningún signo de tales deformidades.
- Según la novela, Cesare se destacó en las corridas de toros. Maquiavelo creía que mostraba un gran interés en el deporte debido a su naturaleza agresiva y, en parte, a ser español, de donde se originó el deporte.
- Maquiavelo declaró que Paola le enseñó a Ezio sus habilidades en Venecia, aunque en Assassin's Creed II, se le enseñó en Florencia.
- En la novela, Maquiavelo no se convirtió en el líder de los Asesinos italianos después de la muerte de Mario Auditore, a pesar de que su base de datos en el juego lo sugirió. En la novela, ningún nuevo líder fue elegido, sin embargo, Ezio y Maquiavelo actuaron como jefes. Cuando Ezio comenzó a reclutar Asesinos, La Volpe sugirió que Ezio fuera su nuevo líder, pero no fue elegido oficialmente hasta el inicio de Claudia, como se ve en el juego.
- En el libro, Ezio era cristiano, mientras que en el juego nunca se aludió a esto.
- En la novela, a Leonardo se le ofreció un lugar en la Hermandad, aunque lo rechazó.
- Se decía que el traidor ladrón de Monteriggioni se llamaba Paganino y que una vez había servido a Antonio en Venecia, antes de ser reclutado por los Borgia.
- Se decía que algunos de los reclutas de Ezio querían volver a la vida normal que alguna vez tuvieron, después de la derrota de los Borgia.
- Maria Auditore falleció debido a una enfermedad de larga data en algún momento entre 1504 y 1505.
- El ingeniero que reforzó la Caserma d'Alviano se llamaba Miguel Ángel.

### Relaciones
- La novela entró en más detalles sobre la relación y los sentimientos de Ezio por Caterina Sforza, incluido su disgusto por ser utilizada por ella.
- Al comienzo de la novela, Mario Auditore hizo referencia a Claudia casada y luego viuda, mientras que en el juego, esto no fue mencionado.
- Se dijo papa Julio II

### Equipo
- Se decía que Ezio había perdido todos sus inventos del Codex en el asedio de Monteriggioni, y en Roma, Leonardo los reconstruyó para Ezio, así como algunos inventos adicionales. En el juego, Ezio afirmó que había perdido todos los inventos del Codex que Leonardo había diseñado para él, mientras que solo había perdido su segunda Espada Oculta.
- Los enemigos usaban armas con mucha más frecuencia en la novela; en el juego solo los usaban arcabuceros, guardias papales y Cesare Borgia.
- Los dardos venenosos que Leonardo le dio a Ezio no fueron disparados desde la pistola oculta de Ezio como en el juego, sino que fueron lanzados como dardos comunes.
- En la novela, fue Leonardo quien construyó la ballesta de Ezio para él, y Ezio solo la usó en una misión, mientras escoltaba a Bartolomeo para "rendirse" al ejército francés.
- Leonardo reveló que usó la Manzana para ubicar a Ezio en Roma, de manera similar a cómo Ezio descubrió a dónde se dirigía Cesare después de escapar de la prisión.
- Ezio no usó la manzana como arma

### Asesinatos
- Il Carnefice, Malfatto y Silvestro Sabbatini no fueron mencionados en absoluto, y Ezio no usó a sus reclutas para asesinar a ningún objetivo.
- La fiesta de Juan Borgia no se llevó a cabo al aire libre en el Trastevere, sino que se llevó a cabo en su propio palacio en el Vaticano. Sin embargo, Ezio no lo asesinó desde un banco, arrinconándolo a él y a un guardia en una pequeña habitación antes de acabar con los dos.
- En el juego, Ezio podía asesinar al Barón de Valois o dispararle desde arriba, aunque en la novela, Ezio lo arrinconó y lo mató con su espada.
- La pelea entre Ezio y Cesare difería ligeramente en la novela que en el juego. Comenzaron la batalla solo con sus puños, sin embargo, después de que Cesare golpeó a Ezio, ambos recurrieron al uso de espadas. Después de desarmar a Cesare, Ezio paró un ataque de su daga cortando la mano de Cesare, casi cortándola. Al darse cuenta de su derrota, Cesare gritó desesperadamente que no podía morir por las manos del hombre, a lo que Ezio respondió "¡entonces te dejo en manos del destino!", Antes de agarrar a Cesare y empujarlo desde el borde del muro del castillo de Viana, sin mirar hacia abajo

### Otros eventos
- Ezio y Mario montaron a caballo mientras escapaban del Vaticano, y no saltaron al Tíber como se mostró en el juego.
- Mario Auditore fue baleado y decapitado durante la defensa de Monteriggioni. Después, Cesare agitó la cabeza de Mario hacia Ezio cuando los alcanzó a escapar bajo los túneles, gritando "¡Eres el próximo!" después de él.
- Durante el asedio de Monteriggioni, Ezio recibió un disparo de Octavian de Valois, a diferencia de un arcabucero en el juego.
- Leonardo da Vinci estuvo presente y se paró con Cesare en el asedio de Monteriggioni, en contra de su voluntad.
- Ezio usó a sus aprendices para destruir las máquinas de guerra de Leonardo y para proteger al inventor de los Borgia. En el juego, el propio Ezio destruyó las construcciones, y nunca se mencionó que dejó a Leonardo con protección.
- En la novela, la obra de teatro y los acontecimientos relacionados con la desconfianza que La Volpe tenía por Maquiavelo ocurrieron antes del asesinato del barón de Valois. En el juego, el orden se invirtió.
- En la novela, las misiones de Ladrón y Cortesana fueron ejecutadas por reclutas asesinos.
- La caída de los leales a Borgia fue cubierta con más detalle en la novela.
- En 1504, Claudia Auditore da Firenze renunció como Madame of the Rosa en Fiore, después de que fue secuestrada por los leales de Borgia, mientras Rosa asumió su cargo mientras estaba ausente. Después de que Claudia fue rescatada, sin embargo, volvió a su papel.
- Maquiavelo estuvo presente cuando Ezio esconde la Manzana bajo el Coliseo. En el juego, se supone que Ezio está solo.
- Ninguno de los eventos de La desaparición de Da Vinci fue mencionado.
- Se dio una cuenta más profunda de la búsqueda de Ezio por Cesare, después de que este último escapó de la prisión. Detallaba la muerte de Micheletto Corella y describía el viaje de Ezio a España con Leonardo y Maquiavelo, en sus intentos de localizar a Cesare.
- En el juego, todos los eventos, desde Ezio saliendo de la Bóveda hasta el arresto de Cesare, tuvieron lugar en cuatro años. Sin embargo, debido a la escena final en Assassin's Creed: se dice que el Renacimiento tuvo lugar en 1503 en lugar de 1499, estos eventos solo duraron unos pocos meses.
- Ninguno de los eventos modernos se mencionó en la novela.
- Además de los diseños de máquinas de guerra que se ven en el juego, en la novela también se discutió un diseño para una especie de carro con guadañas.